# Emmanuel Mauricio de Lorena
Emmanuel Mauricio de Lorena, (París, 20 de diciembre de 1667-París, 17 de julio de 1763) fue Príncipe de Lorena, Duque de Elbeuf, Conde de Lillebone, Conde de Rieux, Barón de Ancenis y Señor de Rostrenen.

## Primeros años de vida
Hijo menor de Carlos de Lorena, Tercer Duque de Elbeuf y su segunda esposa Isabel de la Tour d'Auvergne, hija del duque de Boillon, miembro de la ilustre Casa de La Tour d'Auvergne. Era sobrina del vizconde de Turenne.
Miembro de la Casa de Guisa fundada por Claudio I, duque de Guisa, heredero del Principado de Lorena, fue príncipe de Lorena por línea masculina, como descendiente por línea paterna de Renato II de Lorena.
En 1711 encargó al arquitecto Ferdinando Sanfelice que le construyera una residencia privada en las afueras de la ciudad de Portici. La propiedad fue llamada Villa de Elbeuf, la cual ocupó desde 1711 hasta 1716. Normalmente se le atribuye el descubrimiento de las ruinas de Herculano y Pompeya. 

### Matrimonios
Contrajo matrimonio en Nápoles con María Teresa de Stranboni el 25 de octubre de 1713. De esta unión no nacieron hijos. Se casó en segundas nupcias con Inocencia Caterina de Rougé el 6 de junio de 1747; unión de la cual tampoco hubo descendencia.
No se esperaba que se convirtiera en Duque de Elbeuf, debido a que era el hijo menor de su padre y de sus dos primeras esposas; pero la muerte de sus medio hermanos Carlos de Lorena, Enrique Federico de Lorena y Luis de Lorena provocó que el ducado fuera heredado por su hermano mayor Enrique de Lorena; de quien lo heredó tomando el título de Príncipe de Elbeuf. Emmanuel Mauricio se convirtió en Duque de Elbeuf en mayo de 1748, conservando el título hasta su muerte. Murió a los ochenta y cinco años y fue sucedido por su primo segundo Carlos Eugenio de Lorena.